# 305660 Romyhaag
305660 Romyhaag è un asteroide della fascia principale. Scoperto nel 2009, presenta un'orbita caratterizzata da un semiasse maggiore pari a 2,5392944 UA e da un'eccentricità di 0,1590730, inclinata di 15,65226° rispetto all'eclittica.
Dal 7 febbraio al 6 aprile 2012, quando 306367 Nut ricevette la denominazione ufficiale, è stato l'asteroide denominato con il più alto numero ordinale. Prima della sua denominazione, il primato era di 301638 Kressin.
L'asteroide è dedicato alla cantante olandese Romy Haag.